# فيليب ديبفيج
فيليب إتش ديبفيج (ولد في 22 مايو 1955) اقتصادي أمريكي. وهو أستاذ بوتمينز بانكشيرز للأعمال المصرفية والمالية في كلية أولين للأعمال في جامعة واشنطن في سانت لويس. مُنح ديبفيج جائزة نوبل التذكارية لعام 2022 في العلوم الاقتصادية، بالاشتراك مع بن برنانكي ودوغلاس دايموند، «لأبحاثه حول البنوك والأزمات المالية».
تتخصص ديبفيج في تسعير الأصول والاستثمارات وحوكمة الشركات. كان سابقًا أستاذًا في جامعة ييل، وأستاذًا مساعدًا في جامعة برينستون. كان ديبفيج رئيسًا لجمعية التمويل الغربي من 2002 إلى 2003، وكان محررًا أو محررًا مشاركًا في العديد من المجلات، بما في ذلك مراجعة الدراسات المالية، ومجلة النظرية الاقتصادية، والتمويل والعشوائية، ومجلة المالية، ومجلة الوساطة المالية، مجلة التحليل المالي والكمي ومراجعة الدراسات المالية.
يشتهر ديبفيج بعمله مع دوغلاس دايموند على نموذج دايموند-ديبفيج لعمليات البنوك.